# US Racing
US Racing es una escudería alemana de automovilismo con base en Kerpen, Alemania. La escudería fue fundada en 2015 por Ralf Schumacher y Gerhard Ungar.

## Resultados

### Categorías actuales

#### ADAC Fórmula 4
| Temporada | Monoplaza      | Piloto              | Carreras | Victorias | Poles | VR | Puntos | Pos. | Pos. |
| --------- | -------------- | ------------------- | -------- | --------- | ----- | -- | ------ | ---- | ---- |
| 2015      | Tatuus F4-T014 | Marvin Dienst       | 24       | 8         | 7     | 6  | 347    | 1.º  | N/A  |
| 2015      | Tatuus F4-T014 | Janeau Esmeijer     | 24       | 0         | 5     | 2  | 136    | 7.º  | N/A  |
| 2015      | Tatuus F4-T014 | Carrie Schreiner    | 18       | 0         | 0     | 0  | 0      | 44.º | N/A  |
| 2016      | Tatuus F4-T014 | Kim-Luis Schramm    | 24       | 1         | 1     | 3  | 138    | 5.º  | 4.º  |
| 2016      | Tatuus F4-T014 | Jannes Fittje       | 24       | 0         | 0     | 1  | 133    | 7.º  | 4.º  |
| 2016      | Tatuus F4-T014 | Louis Gachot        | 24       | 0         | 0     | 0  | 1      | 29.º | 4.º  |
| 2016      | Tatuus F4-T014 | Carrie Schreiner    | 24       | 0         | 0     | 0  | 0      | 43.º | 4.º  |
| 2017      | Tatuus F4-T014 | Fabio Scherer       | 21       | 1         | 0     | 1  | 154.5  | 5.º  | 4.º  |
| 2017      | Tatuus F4-T014 | Nicklas Nielsen     | 21       | 1         | 1     | 1  | 128    | 6.º  | 4.º  |
| 2017      | Tatuus F4-T014 | Kim-Luis Schramm    | 21       | 1         | 1     | 1  | 95     | 8.º  | 4.º  |
| 2017      | Tatuus F4-T014 | Julian Hanses       | 21       | 1         | 3     | 1  | 82     | 11.º | 4.º  |
| 2018      | Tatuus F4-T014 | Petr Ptáček         | 3        | 0         | 0     | 0  | 0      | NC†  | 1.º  |
| 2018      | Tatuus F4-T014 | David Schumacher    | 21       | 0         | 0     | 0  | 103    | 9.º  | 1.º  |
| 2018      | Tatuus F4-T014 | Mick Wishofer       | 21       | 1         | 0     | 3  | 160    | 6.º  | 1.º  |
| 2018      | Tatuus F4-T014 | Lirim Zendeli       | 21       | 10        | 8     | 8  | 348    | 1.º  | 1.º  |
| 2018      | Tatuus F4-T014 | Tom Beckhäuser      | 21       | 0         | 0     | 0  | 4      | 21.º | 1.º  |
| 2019      | Tatuus F4-T014 | Roman Staněk        | 20       | 2         | 0     | 1  | 165    | 4.º  | 1.º  |
| 2019      | Tatuus F4-T014 | Arthur Leclerc      | 20       | 1         | 1     | 2  | 202    | 3.º  | 1.º  |
| 2019      | Tatuus F4-T014 | Théo Pourchaire     | 20       | 4         | 6     | 2  | 258    | 1.º  | 1.º  |
| 2019      | Tatuus F4-T014 | Alessandro Ghiretti | 20       | 0         | 0     | 0  | 136    | 6.º  | 1.º  |
| 2020      | Tatuus F4-T014 | Elias Seppänen      | 21       | 1         | 1     | 0  | 257    | 3.º  | 2.º  |
| 2020      | Tatuus F4-T014 | Tim Tramnitz        | 21       | 1         | 0     | 0  | 226    | 4.º  | 2.º  |
| 2020      | Tatuus F4-T014 | Oliver Bearman      | 21       | 1         | 0     | 1  | 144    | 7.º  | 2.º  |
| 2020      | Tatuus F4-T014 | Vladislav Lomko     | 21       | 2         | 0     | 2  | 133    | 8.º  | 2.º  |
| 2021      | Tatuus F4-T014 | Tim Tramnitz        | 18       | 5         | 5     | 2  | 269    | 2.º  | 2.º  |
| 2021      | Tatuus F4-T014 | Luke Browning       | 18       | 2         | 0     | 2  | 220    | 3.º  | 2.º  |
| 2021      | Tatuus F4-T014 | Vladislav Lomko     | 18       | 1         | 0     | 0  | 133    | 6.º  | 2.º  |
| 2021      | Tatuus F4-T014 | Alex Dunne          | 8        | 0         | 2     | 2  | 74     | 8.º  | 2.º  |
| 2022      | Tatuus F4-T421 | Pedro Perino        | 3        | 0         | 0     | 0  | 0      | NC†  | 4.º  |
| 2022      | Tatuus F4-T421 | Kacper Sztuka       | 5        | 0         | 0     | 0  | 64     | 10.º | 4.º  |
| 2022      | Tatuus F4-T421 | Nikhil Bohra        | 6        | 0         | 0     | 0  | 10     | 16.º | 4.º  |
| 2022      | Tatuus F4-T421 | Marcus Amand        | 5        | 0         | 0     | 0  | 48     | 12.º | 4.º  |
| 2022      | Tatuus F4-T421 | Zachary David       | 3        | 0         | 0     | 0  | 22     | 15.º | 4.º  |
| 2022      | Tatuus F4-T421 | Ruiqi Liu           | 3        | 0         | 0     | 0  | 4      | 19.º | 4.º  |

#### Campeonato de Italia de Fórmula 4
| Temporada | Monoplaza      | Piloto          | Carreras | Victorias | Poles | VR | Puntos | Pos. | Pos. |
| --------- | -------------- | --------------- | -------- | --------- | ----- | -- | ------ | ---- | ---- |
| 2019      | Tatuus F4-T014 | Roman Staněk    | 18       | 1         | 6     | 1  | 144    | 5.º  | 5.º  |
| 2020      | Tatuus F4-T014 | Oliver Bearman  | 8        | 1         | 0     | 1  | 85     | 8.º  | 6.º  |
| 2020      | Tatuus F4-T014 | Vladislav Lomko | 4        | 0         | 0     | 0  | 0      | 34.º | 6.º  |
| 2020      | Tatuus F4-T014 | Tim Tramnitz    | 2        | 0         | 0     | 0  | 4      | 24.º | 6.º  |
| 2021      | Tatuus F4-T014 | Tim Tramnitz    | 15       | 4         | 2     | 1  | 232    | 2.º  | 3.º  |
| 2021      | Tatuus F4-T014 | Vladislav Lomko | 8        | 0         | 0     | 0  | 43     | 11.º | 3.º  |
| 2021      | Tatuus F4-T014 | Luke Browning   | 3        | 0         | 0     | 1  | 27     | 15.º | 3.º  |
| 2021      | Tatuus F4-T014 | Pedro Perino†   | 21       | 0         | 0     | 0  | 1      | 33.º | 3.º  |
| 2022      | Tatuus F4-T421 | Alex Dunne      | 20       | 3         | 1     | 3  | 258    | 2.º  | 2.º  |
| 2022      | Tatuus F4-T421 | Kacper Sztuka   | 20       | 2         | 0     | 0  | 162    | 6.º  | 2.º  |
| 2022      | Tatuus F4-T421 | Marcus Amand    | 20       | 0         | 0     | 0  | 94     | 9.º  | 2.º  |
| 2022      | Tatuus F4-T421 | Nikhil Bohra    | 20       | 0         | 0     | 0  | 47     | 13.º | 2.º  |
| 2022      | Tatuus F4-T421 | Pedro Perino    | 20       | 0         | 0     | 0  | 8      | 19.º | 2.º  |
| 2022      | Tatuus F4-T421 | Zachary David   | 5        | 0         | 0     | 0  | 6      | 20.º | 2.º  |
| 2022      | Tatuus F4-T421 | Akshay Bohra    | 3        | 0         | 0     | 0  | 0      | 36.º | 2.º  |

#### Fórmula Winter Series
| Temporada | Monoplaza      | Piloto           | Carreras | Victorias | Poles | VR | Puntos | Pos. |
| --------- | -------------- | ---------------- | -------- | --------- | ----- | -- | ------ | ---- |
| 2023      | Tatuus F4-T421 | Kacper Sztuka    | 6        | 5         | 4     | 4  | 151    | 1.º  |
| 2023      | Tatuus F4-T421 | Gianmarco Pradel | 8        | 0         | 1     | 0  | 116    | 2.º  |
| 2023      | Tatuus F4-T421 | Frederik Lund    | 8        | 0         | 0     | 1  | 106    | 3.º  |
| 2023      | Tatuus F4-T421 | Ruiqi Liu        | 8        | 0         | 0     | 1  | 96     | 4.º  |
| 2023      | Tatuus F4-T421 | Zachary David    | 2        | 2         | 1     | 2  | 53     | 5.º  |
| 2023      | Tatuus F4-T421 | Akshay Bohra     | 2        | 0         | 0     | 0  | 28     | 9.º  |

### Categorías Anteriores

#### Campeonato de Fórmula Regional Europea
| Temporada | Monoplaza               | Piloto           | Carreras | Victorias | Poles | VR | Puntos | Pos. | Pos. |
| --------- | ----------------------- | ---------------- | -------- | --------- | ----- | -- | ------ | ---- | ---- |
| 2019      | Tatuus-Alfa Romeo T-318 | David Schumacher | 23       | 4         | 5     | 3  | 285    | 4.º  | 3.º  |
| 2019      | Tatuus-Alfa Romeo T-318 | Marcos Siebert   | 11       | 0         | 0     | 1  | 70     | 8.º  | 3.º  |
| 2019      | Tatuus-Alfa Romeo T-318 | Lirim Zendeli    | 3        | 0         | 0     | 0  | 42     | 14.º | 3.º  |

#### Campeonato de EAU de Fórmula 4
| Temporada | Monoplaza      | Piloto           | Carreras | Victorias | Poles | VR | Puntos | Pos. | Pos. |
| --------- | -------------- | ---------------- | -------- | --------- | ----- | -- | ------ | ---- | ---- |
| 2017-18   | Tatuus F4-T014 | David Schumacher | 19       | 3         | 5     | 4  | 325    | 2.º  | 3.º  |
| 2017-18   | Tatuus F4-T014 | Tom Beckhäuser†  | 22       | 1         | 0     | 1  | 262    | 3.º  | 3.º  |
| 2017-18   | Tatuus F4-T014 | Petr Ptáček      | 10       | 0         | 0     | 0  | 80     | 10.º | 3.º  |
| 2017-18   | Tatuus F4-T014 | Leon Köhler      | 3        | 2         | 0     | 0  | 58     | 12.º | 3.º  |

## Línea de tiempo
| Categorías actuales                    | Categorías actuales |
| -------------------------------------- | ------------------- |
| ADAC Fórmula 4                         | 2015–               |
| Campeonato de Italia de Fórmula 4      | 2019–               |
| Categorías anteriores                  |                     |
| Campeonato de EAU de Fórmula 4         | 2017–2018           |
| Campeonato de Fórmula Regional Europea | 2019                |